# Кайранколь
Кайранко́ль (каз. Қайраңкөл) — село у складі Жамбильського району Північноказахстанської області Казахстану. Адміністративний центр Кайранкольського сільського округу.
Населення — 653 особи (2021; 935 у 2009, 1252 у 1999, 1179 у 1989).
Національний склад станом на 1989 рік:
- казахи — 53 %
- росіяни — 28 %.